# Dendy Sulistyawan
Dendy Sulistyawan (ur. 22 października 1996 w Lamongan) – indonezyjski piłkarz, występujący na pozycji napastnika w indonezyjskim klubie Bhayangkara FC oraz w reprezentacji Indonezji.

## Kariera
Na podstawie:
| Klub             | Miasto   | Debiut                                              | Sukcesy                    | Mecze w międzynarodowych pucharach |
| ---------------- | -------- | --------------------------------------------------- | -------------------------- | ---------------------------------- |
| Persela Lamongan | Lamongan | 30 kwietnia 2016 Persela Lamongan 0:1 Gresik United | –                          | –                                  |
| Bhayangkara FC   | Dżakarta | 20 kwietnia 2017 Bhayangkara FC 2:1 Perseru Serui   | - Mistrz Indonezji 2016/17 | –                                  |

## Statystyki

### Klubowe[2][3]
(aktualne na dzień 18 czerwca 2023)
| Klub             | Sezon   | Liga                   | Liga  | Liga   | Puchar krajowy | Puchar krajowy | Kontynentalne | Kontynentalne | Suma  | Suma   |
| Klub             | Sezon   | Liga                   | Mecze | Bramki | Mecze          | Bramki         | Mecze         | Bramki        | Mecze | Bramki |
| ---------------- | ------- | ---------------------- | ----- | ------ | -------------- | -------------- | ------------- | ------------- | ----- | ------ |
| Persela Lamongan | 2015/16 | Indonesia Super League | 11    | 2      | 0              | 0              | –             | –             | 11    | 2      |
| Bhayangkara FC   | 2016/17 | Indonesia Super League | 21    | 5      | 0              | 0              | –             | –             | 21    | 5      |
| Bhayangkara FC   | 2017/18 | Indonesia Super League | 12    | 0      | 0              | 0              | –             | –             | 12    | 0      |
| Persela Lamongan | 2017/18 | Indonesia Super League | 16    | 9      | 0              | 0              | –             | –             | 16    | 9      |
| Bhayangkara FC   | 2018/19 | Indonesia Super League | 25    | 1      | 7              | 3              | –             | –             | 32    | 4      |
| Bhayangkara FC   | 2019/20 | Indonesia Super League | 2     | 0      | 0              | 0              | –             | –             | 2     | 0      |
| Bhayangkara FC   | 2020/21 | Indonesia Super League | 34    | 5      | 3              | 0              | –             | –             | 34    | 5      |
| Bhayangkara FC   | 2021/22 | Indonesia Super League | 34    | 5      | 4              | 0              | –             | –             | 38    | 5      |
| Bhayangkara FC   | 2022/23 | Indonesia Super League | 26    | 9      | 0              | 0              | –             | –             | 26    | 9      |
| Bhayangkara FC   | Łącznie | Łącznie                | 133   | 25     | 14             | 3              | 0             | 0             | 147   | 28     |

### Reprezentacyjne[4]
(aktualne na dzień 23 maja 2023)
| Występy i gole w reprezentacji | Występy i gole w reprezentacji | Występy i gole w reprezentacji | Występy i gole w reprezentacji | Występy i gole w reprezentacji | Występy i gole w reprezentacji | Występy i gole w reprezentacji | Występy i gole w reprezentacji | Występy i gole w reprezentacji |
| Lp.                            | Data                           | Miasto                         | Przeciwnik                     | Wynik                          | Czas                           | Gole                           | Inne                           | Rozgrywki                      |
| ------------------------------ | ------------------------------ | ------------------------------ | ------------------------------ | ------------------------------ | ------------------------------ | ------------------------------ | ------------------------------ | ------------------------------ |
| 1.                             | 24.09.2022                     | Bandung                        | Curaçao                        | 3:2 (2:2)                      | 75'–90'                        |                                |                                | mecz towarzyski                |
| 2.                             | 27.09.2022                     | Cibinong                       | Curaçao                        | 2:1 (1:0)                      | 66'–90'                        | 1                              |                                | mecz towarzyski                |
| 3.                             | 23.12.2022                     | Dżakarta                       | Kambodża                       | 2:1 (2:1)                      | 82'–90'                        |                                |                                | Mistrzostwa ASEAN 2022         |
| 4.                             | 26.12.2022                     | Kuala Lumpur                   | Brunei                         | 7:0 (2:0)                      | 1'–74'                         | 1                              |                                | Mistrzostwa ASEAN 2022         |
| 5.                             | 29.12.2022                     | Dżakarta                       | Tajlandia                      | 1:1 (0:0)                      | 1'–87'                         |                                |                                | Mistrzostwa ASEAN 2022         |
| 6.                             | 02.01.2023                     | Manila                         | Filipiny                       | 2:1 (2:0)                      | 1'–84'                         | 1                              |                                | Mistrzostwa ASEAN 2022         |
| 7.                             | 06.01.2023                     | Dżakarta                       | Wietnam                        | 0:0                            | 1'–90'                         |                                |                                | Mistrzostwa ASEAN 2022         |
| 8.                             | 09.01.2023                     | Hanoi                          | Wietnam                        | 0:2 (0:1)                      | 1'–90'                         |                                |                                | Mistrzostwa ASEAN 2022         |
| 9.                             | 25.03.2023                     | Bekasi                         | Burundi                        | 3:1 (3:0)                      | 1'–67'                         | 1                              |                                | mecz towarzyski                |
| 10.                            | 28.03.2023                     | Bekasi                         | Burundi                        | 2:2 (0:0)                      | 1'–90'                         |                                | kapitan, asysta                | mecz towarzyski                |
| 11.                            | 14.06.2023                     | Surabaja                       | Palestyna                      | 0:0                            | 46'–90'                        |                                |                                | mecz towarzyski                |

## Osiągnięcia
Na podstawie:

### Klubowe
(aktualne na dzień 23 maja 2023)
- Mistrz Indonezji 2016/17

### Reprezentacyjne
(aktualne na dzień 23 maja 2023)
Brak ważniejszych osiągnięć.